# Звана (Тверская область)
Звана — деревня в Весьегонском муниципальном округе Тверской области.

## География
Деревня находится в северо-восточной части Тверской области на расстоянии приблизительно 36 км на запад по прямой от районного центра города Весьегонск на границе в Вологодской областью.

## История
Усадьба «Звана» (Званка) возникла около 1885 года на купленных Александром Семеновичем Трусовым землях на правом берегу речки Званы. В послереволюционные годы в усадьбе некоторое время размещались коммуна и детский дом. В 1960—1990-е годы здесь работал психоневрологический интернат, после закрытия которого усадьба осталась бесхозной. Дворов в деревне было 4 (1926 год), 11 (1963), 9 (1993), 2(2008)
. До 2019 года входила в состав Любегощинского сельского поселения до упразднения последнего.

## Население
Численность населения: 14 человек (1926 год), 24 (1963), 13 (1993), 16 (русские 100 %) в 2002 году, 15 в 2010.